# Djuliunița, Veliko Tărnovo
Djuliunița (în bulgară Джулюница) este un sat în comuna Leaskoveț, regiunea Veliko Tărnovo,  Bulgaria. 

## Demografie
Componența etnică a satului Djuliunița
     Bulgari (98,04%)
     Nicio identificare (1,37%)
     Altele (0,58%)
La recensământul din 2011, populația satului Djuliunița era de 1.895 locuitori. Din punct de vedere etnic, majoritatea locuitorilor (98,04%) erau bulgari. Pentru 1,37% din locuitori nu este cunoscută apartenența etnică.